# Йохан Хилхен фон Лорх
Йохан III Хилхен фон Лорх (на немски: Johann III Hilchen von Lorch; * 15 април 1484; † 15 април 1548 в Лорх, Рейнгау) е рицар и императорски фелдмаршал.
Той е син на рицар Йохан II Хилхен фон Лорх († 1512) и съпругата му Елизабет фон Валдердорф († 3 август 1512), дъщеря на Вилдерих III фон Валдердорф († 1487) и Либмут Хилхен фон Лорх, дъщеря на Фридрих Хилхен фон Лорх и Либмут фон Райнберг. Внук е на Йохан I Хилхен († 1474/1478) и Агнес фон Диц. Правнук е на Филип II Хилхен фон Лорх († сл. 1432) и правнук на Филип I Хилхен († сл. 1393). Потомък е на Херман фон Лорх († сл. 1239).
От 1527 г. Йохан Хилхен е на служба при император Карл V и на Свещената Римска империя. Той е в свитата на ерцхерцог Фердинанд, по-късният император Фердинанд I (Свещена Римска империя), в похода срещу неправилно коронования Янош Заполски. Той присъства при коронизацията на Фердинанд за крал. През 1529 г. той намира за императора 400 души за войната срещу турците и участва в похода като оберст-вахтмайстер. През 1533 г. Йохан Хилхен фон Лорх е на служба при граф Вилхелм Богатия фон Насау и курфюрстът на Пфалц го прави съветник. През турската война 1542 г. той последва позицията на курфюрст Йоахим II Хектор фон Бранденбург и ръководи като най-главен федмаршал имперската войска.
През 1546 г. Йохан Хилхен фон Лорх започва строеж на голяма къща в Лорх. Той участва в свитата на графа на Насау-Диленбург в Райхстага в Аугсбург, нос е връща болен обратно и умира на 15 април 1548 г. в Лорх.

## Фамилия
Йохан Хилхен фон Лорх се жени ок. 1506/1507 г. за Доротея фон Рюдесхайм († 1512), дъщеря на Мелхиор фон Рюдесхайм († 1548) и Урсула Боос фон Валдек († 1494). Те имат една дъщеря:
- Мария Хилхен фон Лорх (* ок. 1508; † 5 октомври 1561 в Мерксхайм или 5 октомври 1565), омъжена на 18 ноември 1529 г. за фогт Адам III фон Хунолщайн (* 1505/1506; † 26 юли 1540)